# Hidroksipropil celuloza
Hidroksipropil celuloza je etar celuloze kod koga su neke od hidroksilnih grupa celuloze hidroksipropilisane, čime su formirane -OCH2CH(OH)CH3 grupe. Lakrisertis formulacija hidroksipropil celuloze se koristi u veštačkim suzama. Hidroksipropil celuloza se koristi za tretiranje sindroma karakterisanih insuficijentnom produkcijom suza, rekurentnih erozija rožnjače, umanjene senzitivnosti rožnjače, neuroparalitičkog keratitisa, i kao lubrikant za veštačke oči. Kao prehrambeni aditiv, hidroksipropil celuloza se koristi kao ugušćivač i stabilizator emulzija.